# Пирал
Пирал (азерб. Piral, лезг. Пlирал) — сельский муниципалитет (село) в Гусарском районе Азербайджана.

## Население
Население Пирала составляет свыше 2000 человек. Все жители по национальности лезгины. Исповедуют ислам суннитского толка.

## Сихилы
В общество "Пиривияр" входят 7 сихилов:
1.ГIартар — потомки Закера,
2.ПешмакIакай — потомки Пешмака,
3.Хумакай — потомки Хума,
4.КIунахъакай — имеющие высокие моральные принципы,
5.Къараханакай — потомки Карахана, 
6.Буоъханакай — потомки Бвахана(Бубахана)
7.Микрагъар — общество из горного Микраха, которое считается сихилом общества Пиривияр.

## География
Пирал расположен в предгорьях Большого Кавказа, на севере Гусарского района, к северо-западу от райцентра Гусар. В 5 км от реки Самур. Климат умеренный континентальный.

## История
Пирал как село имеет древнюю историю. Несколько раз менял местоположение. Предположительно нынешний Пирал был основан в 1790 году. В 1930 году был включён в состав новообразованного Гильского района Азербайджанской ССР, в 1938 году переименованного в Кусарский.

## Известные уроженцы
- Нурметов Рафик Джамович — доктор наук, профессор, заместитель директора ФГБНУ ВНИИО РАН.
- Абдуллаев Сархаддин Кубаддин оглы — доктор наук, профессор БГУ.